# Dżubb an-Naszama
Dżubb an-Naszama (arab. جب النشامة) – wieś w Syrii, w muhafazie Aleppo, w dystrykcie Manbidż. W 2004 roku liczyła 434 mieszkańców.